# Arcole Industries
Arcole Industries est une société d'investissement spécialisée dans la reprise et le redressement d'entreprises en difficulté financière, cotées ou non en bourse. 

## Historique
La société Caravelle a été créée en 1995 par Pierre-André Martel, ancien directeur général de Marceau Investissement, décédé le 17 juillet 2011.
Caravelle a repris une quinzaine d'affaires en difficultés. Certaines ont été cédées, d'autres font toujours partie du groupe. Ducros Express et Mory Team, fusionnées dans Mory Ducros, ont déposé leur bilan.
En 1998, la société reprend Edbro (UK) et Marrel-Decauville, spécialistes de l’hydraulique des véhicules industriels. Après avoir été redressées et détenues près de quinze ans par le groupe, ces deux sociétés seront cédées en 2012 et 2013 à deux groupes industriels européens,.
En 2004, Caravelle reprend les activités de Benalu et de Fruehauf France qui ont été redressées. Fruehauf sera cédée en 2007. Benalu, spécialiste français de la benne aluminium, a été transféré chez Arcole Industries tout comme Bennes Marrel[réf. souhaitée].
En 2007, la société Arcole Industries est créée par différents actionnaires, dont Caravelle qui détient alors la principale participation, et prend la suite pour la reprise d’affaires en difficultés. C'est en 2009, dans le cadre de la reprise des activités du groupe Lamberet en redressement judiciaire, qu'Arcole Industries réalise son premier investissement[réf. souhaitée].
En 2011 Arcole Industries reprend Mory Team, activité messagerie du transporteur Mory Group, qu'elle fusionne en 2012 avec Ducros Express sous le nom de Mory Ducros. Le dépôt de bilan de cette dernière, en novembre 2013, constitue la plus importante faillite survenue en France depuis 2001.
Depuis 2014, Caravelle n’est plus actionnaire d’Arcole Industries, l’équipe de management lui ayant racheté sa participation qui avoisinait les 30%.
En février 2015, MoryGlobal, la société créée par Arcole Industries pour la reprise partielle du transporteur Mory Ducros, demande son placement en redressement judiciaire. Cette nouvelle faillite intervient un an après la précédente reprise qui avait entraîné le licenciement de 2 800 personnes, et malgré l'obtention d'une aide publique de 17,5 millions d'euros versée par l’État. L'entreprise est liquidée le 30 avril suivant, entraînant le licenciement de 2 150 personnes. Le comité d'entreprise de MoryGlobal ainsi que les syndicats CFTC et FO déposent une plainte pour abus de biens sociaux à l'encontre d'Arcole et de ses dirigeants. Ces plaintes n’ont pas connu de suites[réf. souhaitée].
En juillet 2017, Arcole Industries reprend la société polonaise MEGA pour le compte de sa filiale Benalu.
En juillet 2018, Arcole Industries et Benalu reprennent l’ensemble des activités du groupe normand Maisonneuve : New Maisonneuve Keg et Maisonneuve Citerne.
En 2020, G2C Développement (sociétés Champeau GAU, CEM DIP et TMB) est reprise à la barre du Tribunal de Limoges à la suite d'une procédure de Liquidation judiciaire.
En 2022, première levée de fonds de 70M€ avec arrivée d'un nouvel associé-gérant (désormais 3 = Delphine Inesta, Renaud Sueur et Alexandre Bachelier qui les rejoint). Cette levée de fonds sera réinvestie via un nouveau véhicule d'investissement dénommé Arcole